# Ignacio Monreal Eraso
Ignacio Monreal Eraso, sovint anomenat simplement Nacho Monreal (Pamplona, 26 de febrer de 1986) és un futbolista format al CA Osasuna que juga com a lateral esquerre.

## Carrera
Jugador format al planter del CA Osasuna, Monreal va fer el debut oficial amb el primer equip el 9 d'agost del 2006 en la fase prèvia de la Champions League contra l'Hamburg. El seu debut en la Primera Divisió va ser el 22 d'octubre del 2006 contra el València CF. Va acabar la seva primera temporada jugant 10 partits de Lliga, 2 de Champions League i 4 de Copa de la UEFA, aquell any l'Osasuna caigué eliminat pel Sevilla FC a semifinals. Durant les següents temporades es va consolidar com a titular de la banda esquerra de la defensa.

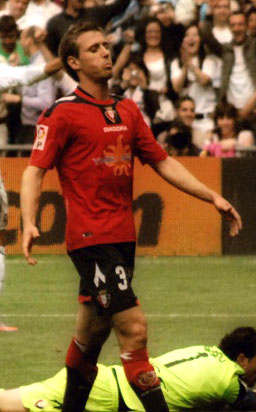
Monreal vestint la samarreta de l'Osasuna

El 10 de juny del 2011 es va fer oficial el seu traspàs per 6M€ al Màlaga CF i el 15 de juny firmaria el seu contracte per cinc temporades. El mateix dia va ser presentat a l'estadi La Rosaleda davant 7.000 espectadors.
El 31 de gener de 2013, en les darreres hores abans que es tanqués el mercat d'hivern, el jugador va arribar a un acord amb el Màlaga per a viatjar a Londres i signar un nou contracte amb l'Arsenal FC, per 10 milions d'euros més una quantitat variable en objectius.
Va debutar amb la selecció espanyola el 12 d'agost del 2009 contra Macedònia, va entrar al camp en el lloc del veterà Joan Capdevila i Méndez.
El 27 de maig de 2013 entrà a la llista de 26 preseleccionats per Vicente del Bosque per disputar la Copa Confederacions 2013, i posteriorment el 2 de juny, entrà a la llista definitiva de convocats per aquesta competició.

### Reial Societat
Monreal va tornar a Espanya el 31 d'agost de 2019, ja amb 33 anys, per jugar a la Reial Societat, amb un contracte per dos anys. Va marcar en el seu debut competitiu poc després, en una victòria per 2–0 sobre l'Atlètic de Madrid a Anoeta.
Monreal es va perdre tota la temporada 2021–22, a causa d'una lesió de genoll. El 23 de maig de 2022, el club va anunciar la seva marxa.

## Palmarès
Arsenal FC
- 3 FA Cup: 2013-14, 2014-15, 2016-17.
- 3 Community Shield: 2014, 2015, 2017.

Reial Societat
- 1 Copa del Rei: 2019-20